# Jean-Philippe Collard
Jean-Philippe Collard (Mareuil-sur-Ay, 27 gennaio 1948) è un pianista francese.
Nato in una famiglia di musicisti, comincia lo studio del pianoforte all'età di cinque anni. Nel 1960 viene inviato a Berlino dalla Jeunesse-Musicale per partecipare ad un concorso per giovani pianisti. Studia presso il Conservatoire de Paris, dove vince il primo premio all'età di sedici anni. Vincitore di altri importanti concorsi, debutta nel 1973 al Théâtre des Champs-Élysées di Parigi con un recital solistico, che riscuote grande successo e critiche entusiastiche.
È considerato uno dei massimi esponenti della cosiddetta scuola francese ed è apprezzato come interprete della musica pianistica del primo novecento. Ha pubblicato per la casa discografica EMI l'integrale delle opere pianistiche di Maurice Ravel, buona parte della produzione per pianoforte solo e da camera di Gabriel Fauré, oltre a opere di Camille Saint-Saëns, Francis Poulenc, Claude Debussy e altri.
Nel 2003 viene insignito della Legion d'Onore.